# 720p

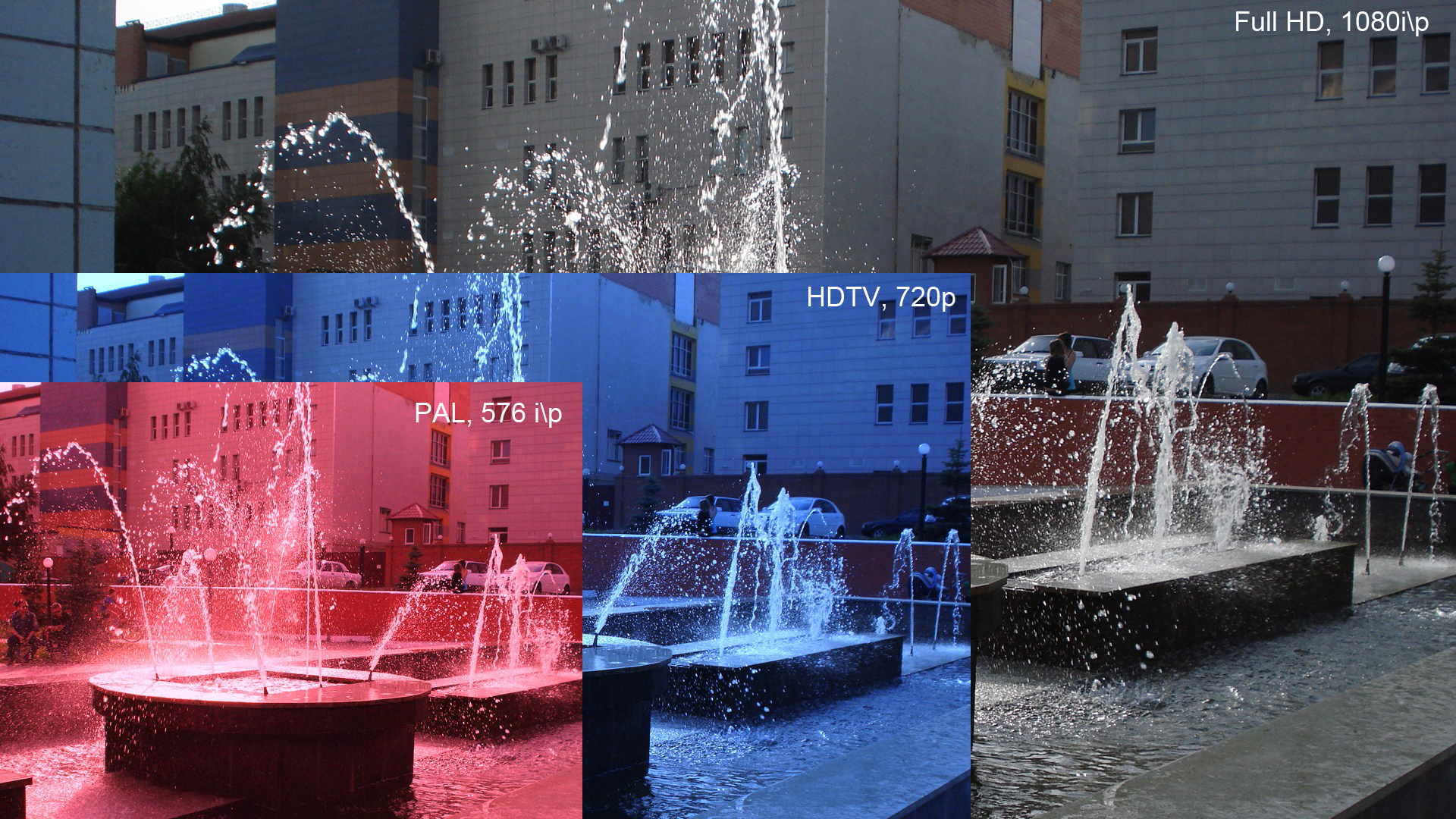
Definiciones de resoluciones

720p o HD es el nombre corto para una de las categorías de los modos de vídeo, usado principalmente en la televisión de alta definición (HDTV). El número 720 representa 720 líneas horizontales de resolución de pantalla, mientras que la letra p significa barrido progresivo.

## Visión general
Tiene una resolución de 1280x720 píxeles = 921 600 píxeles (0,9 megapíxeles).

### HD ready
En la comercialización de televisores, aquellos TV que alcanzan la definición (a partir de 720p) se denominan HD ready. HD ready y HD 1080p son unas etiquetas o logos que certifican dispositivos que son capaces de procesar y reproducir vídeo en alta definición.
Para que se otorgue la etiqueta "HD ready" o "HD 1080p", un dispositivo tiene que cumplir estos requisitos mínimos:
| Requisito                                                                | HD ready |
| ------------------------------------------------------------------------ | -------- |
| Resolución nativa mínima                                                 | 1080p    |
| Los formatos de video aceptados se muestran sin distorsión               | 1080p    |
| Mostrar video 1080p y 1080i (relación pixel 1:1)                         | 1080p    |
| Mostrar modos nativos de vídeo en la misma (o superior) tasa de refresco | 1080p    |
| Entrada analógica HD YPBPR                                               | Sí       |
| Entrada digital HD HDMI o DVI                                            | Sí       |
| Soporte de protección anticopia (HDCP) en las entradas HDMI o DVI        | Sí       |
| 720p HD (1280x720 progresivo a 50 y 60HZ)                                | Sí       |
| 1080i HD (1920×1080 entrelazado a 50 y 60HZ)                             | Sí       |
| 1080p HD (1920×1080 progresivo a 24, 50 y 60HZ)                          | Sí       |

## Historia

### Predecesor
576p es el nombre corto para una de las categorías de los modos de vídeo.

### Sucesor
1080p es un nombre alternativo para la resolución máxima usada en la televisión de alta definición (HDTV).